# Turgaj-kapu
A Turgaj-kapu vagy más átírásokban Turgay- vagy Torgaj-kapu, Turgaj-völgy (kazahul Торғай қолаты [Torgaj kolati], oroszul Тургайская ложбина [Turgajszkaja lazsbina]) eróziós és tektonikus árok Kazahsztán területén. Az alacsony átjáró  Turgaj-fennsíkon keresztül észak-déli irányban halad a délen fekvő Turáni-alföld és az északon fekvő Nyugat-szibériai-síkság között, a Szariarka és az Urál délkeleti elővidéke érintkezésénél.
A hossza kb. 630 vagy 800 km, szélessége 20-75 és 300 km között van. Az abszolút magassága 100-125 m.
Számos sós tó található itt (Szarimojin, Akszuat, Szarikopa és mások). Folyói a Turgaj, Ubagan és a Tobol.
Itt tartott kapcsolatot a pliocén és pleisztocén földtörténeti korban a síkságokat borító tenger (Turáni-tenger) a világóceánnal. E tenger maradványa a Kaszpi-tenger és az Aral-tó is.

## Fordítás
Ez a szócikk részben vagy egészben  a(z)   Тургайская ложбина című orosz Wikipédia-szócikk fordításán alapul.  Az eredeti cikk szerkesztőit annak laptörténete sorolja fel. Ez a jelzés csupán a megfogalmazás eredetét és a szerzői jogokat jelzi, nem szolgál a cikkben szereplő információk forrásmegjelöléseként.